# Liste der Kulturdenkmäler in Wernges
Die folgende Liste enthält die in der Denkmaltopographie ausgewiesenen Kulturdenkmäler auf dem Gebiet des Ortsteils Wernges der  Stadt Lauterbach, Vogelsbergkreis, Hessen.
Hinweis: Die Reihenfolge der Denkmäler in dieser Liste orientiert sich an der Anschrift, alternativ ist sie auch nach der Bezeichnung, der vom Landesamt für Denkmalpflege vergebenen Nummer oder der Bauzeit sortierbar.
Kulturdenkmäler werden fortlaufend im Denkmalverzeichnis des Landes Hessen durch das Landesamt für Denkmalpflege Hessen auf Basis des Hessischen Denkmalschutzgesetzes (HDSchG) geführt. Die Schutzwürdigkeit eines Kulturdenkmals hängt nicht von der Eintragung in das Denkmalverzeichnis des Landes Hessen oder der Veröffentlichung in der Denkmaltopographie ab.

## Ehemalige Kulturdenkmäler
| Bild           | Bezeichnung | Lage                                          | Beschreibung | Bauzeit       | Objekt-Nr. |
| -------------- | ----------- | --------------------------------------------- | --- | ------------- | ---------- |
| weitere Bilder |             | Willofser Weg 1 LageFlur: 1, Flurstück: 184/6 | Das einer Überlieferung nach „älteste Haus im Dorf“, Wohnhaus eines zum großen Winkelhof ausgebauten Anwesens, stammt tatsächlich erst aus dem mittleren 19. Jahrhundert und ist verschindelt bzw. verkleidet und teilweise massiv erneuert. | 1825 bis 1875 | DDB        |

- Karte mit allen Koordinaten der Denkmäler:
- OSM |
- WikiMap